# Saint-Gelais
Saint-Gelais is een gemeente in het Franse departement Deux-Sèvres (regio Nouvelle-Aquitaine) en telt 1456 inwoners (1999). De plaats maakt deel uit van het arrondissement Niort.

## Geografie
De oppervlakte van Saint-Gelais bedraagt 16,5 km², de bevolkingsdichtheid is 88,2 inwoners per km².
De onderstaande kaart toont de ligging van Saint-Gelais met de belangrijkste infrastructuur en aangrenzende gemeenten.

## Demografie
Onderstaande figuur toont het verloop van het inwonertal (bron: INSEE-tellingen).